# Roger Nimier. Trafiquant d'insolence
Roger Nimier. Trafiquant d'insolence est une biographie écrite par Olivier Frébourg, publiée en 1er décembre 1989 aux éditions du Rocher et ayant reçu le prix des Deux Magots l'année suivante. Elle présente la vie de l'écrivain Roger Nimier.

## Éditions
- Roger Nimier. Trafiquant d'insolence, éditions du Rocher, 1989  (ISBN 2-268-00788-X).